# NKVD命令 第593号
NKVD命令 第593号、またはハルビン居住者に関するNKVD命令（ロシア語: приказ НКВД о харбинцах、"Харбинский приказ"）は、ハルビンで生活し中東鉄道(KVZhD)が満州国に売却された1935年の後にソビエト連邦に再移住した中東鉄道のかつての職員の、逮捕と起訴を統制していたニコライ・エジョフによって1937年9月20日に署名された。
その命令には、登録された25,000人の"ハルビン居住者"の大部分は、かつての白衛兵、"亡命者のスパイ/ファシスト組織"、かつての政治家などであり、日本の諜報機関の為に働いていたと記述されていた。
13カテゴリーに属する全てのハルビン居住者の(1937年10月1日から1937年12月25日までの)逮捕の実行を命令した。また、挙げられたカテゴリーに属さない人々は、直ちに鉄道及び産業に関する全ての仕事から排除されるとした。
命令の第10節では、(諜報)エージェント募集のために"ハルビン命令"の使用を推奨していた。
逮捕されたハルビン居住者の家族はNKVD命令 第486号によって処理された。

## 実施
その作戦は12月25日の期限を越える時間を必要とした。
人権団体・メモリアルの収集したデータによれば、48,133人のハルビン居住者が弾圧され、その内30,992人が銃殺刑に処せられた。この弾圧により、ハルビンから帰国したアナトリー・ヴェデルニコフは父イワンを銃殺され、母は懲役刑を科せられ、彼自身も終生活動を制限された。

## 現状
同文書の存在自体はかねてより指摘されていたが、2014年にロシアの研究家がロシア連邦保安庁に問い合わせたところ、機密扱いとして公開を拒否した。しかし、ウクライナのウクライナ保安庁に問い合わせたところ、同年7月に機密解除してインターネット上に公開していることを明らかにし、正式に存在が確認された。
ロシア当局がいまだに機密扱いしている背景には、2014年クリミア危機以降の第二次ウラジーミル・プーチン政権下によるスターリン時代を含むソビエト連邦の「再評価」が背景にあるとされる。